# シュベツォフ ASh-2
シュベツォフ ASh-2（ロシア語: Швецов АШ-2）とは、1940年代後半にソビエト連邦で設計された空冷星型28気筒の航空用エンジンである。競合するドブルイニン VD-4Kエンジンに劣ったため、生産されることはなかった。ASh-2の問題の1つとして、高度15000mにおいてエンジンの空冷に出力の50%を消費してしまうことが挙げられる。これに対して、液冷式のVD-4Kは同高度で出力の5%しか冷却に消費しなかった。

## 仕様
- 型式：星型4列28気筒
- ボア径：155.5mm
- ストローク長：155.0mm
- 排気量：82.4L
- 乾燥重量：1850kg
- 過給機：機械式過給機（1段1速）
- 冷却方式：空冷
- 出力：2600kW（3500馬力）

（出典：Kotelnikov, p. 252）